# La Cité en flammes
La Cité en flammes (titre original : City on Fire) est un roman policier de Don Winslow paru en 2022 aux États-Unis puis traduit en français et publié la même année. Ce roman est le premier tome d'une trilogie, suivi par La Cité des rêves, publié en 2023, et terminée par La Cité sous les cendres, paru en 2024.

## Résumé
En août 1986, dans la ville de Providence, capitale du Rhode Island, l'arrivée d'une jeune femme fatale prénommée Pamela va mettre le feu au poudre entre deux bandes mafieuses rivales, la famille irlandaise Murphy et la famille italienne Moretti. Initialement en couple avec Paulie Moretti, le cadet de la famille, Pam s'en sépare et se met en couple avec Liam Murphy, lui aussi le cadet de sa famille. L'équilibre précaire qui régnait entre les deux familles se trouve dès lors rompu, chacune répondant à la provocation de l'adversaire par une provocation plus importante et plus violente. L'intervention d'un agent véreux du FBI embrase encore plus la situation, aboutissant aux décès de Pam, de Liam Murphy ainsi que de son frère aîné Pat.
À Noël 1988, Danny Ryan, bras droit des frères Murphy et marié à Terri, la sœur de Pat et Liam, qui vient de décéder d'un cancer, parvient à quitter Providence sain et sauf, choisissant de s’exiler sur la côte ouest des États-Unis en y emmenant son fils Ian âgé de deux ans, son père, Marty Ryan, ainsi que deux hommes de main, Sean South et Kevin Coombs.

## Éditions
- City on Fire, William Morrow and Company (en), 26 avril 2022, 384 p.  (ISBN 978-0-06-285119-2)
- La Cité en flammes, HarperCollins, coll. « Noir », 4 mai 2022, trad. Jean Esch, 380 p.  (ISBN 979-10-339-0975-0)
- La Cité en flammes, HarperCollins, coll. « Poche » no 489, 3 mai 2023, trad. Jean Esch, 368 p.  (ISBN 979-10-339-1404-4)